# ヴィーン - バーデン地方線
ヴィーン - バーデン地方線（ドイツ語: Lokalbahn Wien–Baden）は、ヴィーン地方鉄道の鉄道線の名称である。路線番号は515。大部分は専用軌道であるが、ヴィーンでは市内の路面電車に乗り入れる他、バーデン市内も併用軌道となっている。

## 運行形態
全て各駅停車で、15分間隔での運行であるが、土曜日のみヴィーン～ノイドルフ間が毎時8本の運行となる。

## 駅一覧
以下では、ヴィーン - バーデン地方線の駅と営業キロ、停車列車、接続路線などを一覧表で示す。なお、全て各駅停車である。
| 路線名 | 駅名                                          | 駅間営業キロ | 累計営業キロ | 接続路線 | 所在地                   | 所在地               |
| ------ | --------------------------------------------- | ------------ | ------------ | --- | ------------------------ | -------------------- |
| 515    | オペラ座駅                                    |              |              | ウィーン地下鉄1号線、2号線、4号線（カールス広場駅） ウィーン市電1,2,71,D系統 | ウィーン市               | インネレシュタット区 |
| 515    | カールス広場駅                                |              |              | ウィーン地下鉄1号線、2号線、4号線 | ウィーン市               | ヴィーデン区         |
| 515    | レッセル通り駅                                |              |              | | ウィーン市               | ヴィーデン区         |
| 515    | パウラナー通り駅                              |              |              | ウィーン地下鉄1号線（タウプシュトゥンメン通り駅） | ウィーン市               | ヴィーデン区         |
| 515    | マイヤーホフ通り駅                            |              |              | | ウィーン市               | ヴィーデン区         |
| 515    | ヨハン・シュトラウス通り駅                    |              |              | | ウィーン市               | ヴィーデン区         |
| 515    | ラウレンツ通り駅                              |              |              | | ウィーン市               | マーガレテン区       |
| 515    | クリーバー通り駅                              |              |              | ウィーン市電18系統 | ウィーン市               | マーガレテン区       |
| 515    | マッツラインスドルフ広場駅                    |              |              | ウィーン市電1,6系統（カイゼレバースドルフ/ファーディンク広場方面） | ウィーン市               | マーガレテン区       |
| 515    | アイヒェン通り駅                              |              |              | ウィーン市電6,18系統 | ウィーン市               | マーガレテン区       |
| 515    | マルクス・マイドリンク通り駅(*1)              |              |              | | ウィーン市               | マイドリンク区       |
| 515    | フルアシュッツ通り/レンゲンフェルト通り駅(*1) |              |              | | ウィーン市               | マイドリンク区       |
| 515    | アスマイヤー通り駅(*1)                        |              |              | | ウィーン市               | マイドリンク区       |
| 515    | デアフェル通り駅                              |              |              | マイドリンク駅から 111号線（ブレゲンツ方面） 510号線（メードリンク方面）、511号線（ショプロン方面） 900号線（フロリツドルフ方面）、910号線（ヒュッテルドルフ方面）                 | ウィーン市               | マイドリンク区       |
| 515    | マイドリンク駅                                |              |              | 111号線（ブレゲンツ方面） 510号線（メードリンク方面）、511号線（ショプロン方面） 900号線（フロリツドルフ方面）、910号線（ヒュッテルドルフ方面） ウィーン市電62系統（ラインツ方面） | ウィーン市               | マイドリンク区       |
| 515    | シェディフカ広場駅                            |              |              | ウィーン地下鉄6号線（マイドリンク駅） | ウィーン市               | マイドリンク区       |
| 515    | シェプフヴァーク駅                            |              | 3.6          | ウィーン地下鉄6号線（チャーテ通り駅） | ウィーン市               | マイドリンク区       |
| 515    | グータイル・ショーダー通り駅                  | 0.7          | 4.3          | | ウィーン市               | マイドリンク区       |
| 515    | インツァースドルフ地方線駅                    | 1.2          | 5.5          | | リージンク区             |                      |
| 515    | 新エアラー駅                                  | 1.2          | 6.7          | | リージンク区             |                      |
| 515    | シェーンブルナー・アレー駅                    | 0.6          | 7.3          | | ニーダーエスターライヒ州 | メードリンク郡       |
| 515    | フェーゼンドルフ・ジーベンヒアテン駅          | 1.1          | 8.4          | | ニーダーエスターライヒ州 | メードリンク郡       |
| 515    | フェーゼンドルフ・ショッピングシティ南駅      | 1.6          | 10.0         | | ニーダーエスターライヒ州 | メードリンク郡       |
| 515    | マーリア・エンツァースドルフ南駅              | 1.7          | 11.7         | | ニーダーエスターライヒ州 | メードリンク郡       |
| 515    | ヴィーナー・ノイドルフ駅                      | 1.0          | 12.7         | | ニーダーエスターライヒ州 | メードリンク郡       |
| 515    | グリースフェルト駅                            | 1.1          | 13.8         | | ニーダーエスターライヒ州 | メードリンク郡       |
| 515    | 新グントラムスドルフ駅                        | 1.5          | 15.3         | | ニーダーエスターライヒ州 | メードリンク郡       |
| 515    | グントラムスドルフ地方線駅                    | 1.9          | 17.2         | | ニーダーエスターライヒ州 | メードリンク郡       |
| 515    | アイゲンハイムジードルング駅                  | 1.2          | 18.4         | | ニーダーエスターライヒ州 | バーデン郡           |
| 515    | モラースドルフ駅                              | 1.4          | 19.8         | | ニーダーエスターライヒ州 | バーデン郡           |
| 515    | トライスキルヒェン地方線駅                    | 1.6          | 21.4         | | ニーダーエスターライヒ州 | バーデン郡           |
| 515    | トリブスヴィンケル・ヨーゼフスタル駅          | 2.0          | 23.4         | | ニーダーエスターライヒ州 | バーデン郡           |
| 515    | プファフシュテッテン・レン広場駅              | 0.7          | 24.1         | | ニーダーエスターライヒ州 | バーデン郡           |
| 515    | メルカーグリュンデ駅                          | 0.6          | 24.7         | | ニーダーエスターライヒ州 | バーデン郡           |
| 515    | バーデン・地域病院駅                          | 0.4          | 25.1         | | ニーダーエスターライヒ州 | バーデン郡           |
| 515    | バーデン・レースドルフ駅                      | 0.5          | 25.6         | | ニーダーエスターライヒ州 | バーデン郡           |
| 515    | バーデン・フィーアドゥクト駅                  | 0.8          | 26.4         | 510号線（バーデン駅） | ニーダーエスターライヒ州 | バーデン郡           |
| 515    | バーデン・ヨーゼフ広場駅                      | 0.7          | 27.1         | | ニーダーエスターライヒ州 | バーデン郡           |

(*1): 2018年4月1日のルート変更により本路線の停留所となった。

### 廃止区間
2018年3月以前の運行区間。アイヒェン通り以北、デアフェル通り以南は現在の運行区間と同じ。
| 路線名 | 駅名                 | 駅間営業キロ | 累計営業キロ | 接続路線 | 所在地     | 所在地         |
| ------ | -------------------- | ------------ | ------------ | --- | ---------- | -------------- |
| 515    | アイヒェン通り駅     |              |              | ウィーン市電 6,18系統（王宮通り方面） WLB,62系統（オペラ座方面）、18系統（シュラハトハウス通り方面） 6系統（カイゼレバースドルフ方面）、62系統（フルアシュッツ通り方面）                                             | ウィーン市 | マーガレテン区 |
| 515    | ヴォルフガンク通り駅 |              |              | | ウィーン市 | マイドリンク区 |
| 515    | デアフェル通り駅     |              |              | ウィーン市電 バーデン方面、62系統（ラインツ方面） マイドリンク駅から 111号線（ブレゲンツ方面） 510号線（メードリンク方面）、511号線（ショプロン方面） 900号線（フロリツドルフ方面）、910号線（ヒュッテルドルフ方面） | ウィーン市 | マイドリンク区 |